# Coccothera
Coccothera là một chi bướm đêm thuộc phân họ Olethreutinae, họ Tortricidae Tortricidae.

## Các loài
- Coccothera ferrifracta Diakonoff, 1969
- Coccothera pharaonana (Kollar, 1858)
- Coccothera spissana (Zeller, 1852)
- Coccothera victrix (Meyrick, 1918)